# Sanofi
Sanofi (Sanofi-aventis Groupe) ist ein 2004 durch Fusion von Sanofi-Synthélabo und Aventis entstandener französischer Pharmakonzern. Er hat seine Wurzeln auch in der ehemaligen Hoechst AG in Frankfurt am Main.
Mit einem Umsatz von 41,08 Milliarden Euro im Jahr 2024 und mit weltweit 83.000 Beschäftigten ist Sanofi einer der größten Pharmakonzerne der Welt. Sanofi unterhält 63 Produktionsstandorte.
In den Forbes Global 2000 der größten börsennotierten Unternehmen belegt Sanofi Platz 72 (Stand: GJ 2021). Das Unternehmen kam Mitte 2021 auf einen Börsenwert von ca. 127 Mrd. USD.

## Geschichte
Sanofi entstand im Juni 2004 aus einer Fusion der beiden französischen Pharma-Unternehmen Sanofi-Synthélabo und Aventis und firmierte als Sanofi-Aventis. Beide Vorgängerunternehmen waren 1999 ebenfalls aus Fusionen hervorgegangen: Sanofi-Synthélabo aus den beiden französischen Unternehmen Sanofi (vorher Teil des Ölkonzerns Elf Aquitaine) und Synthélabo, das zur Kosmetikgruppe L’Oréal gehört hatte, und Aventis aus der Fusion der deutschen Hoechst AG (Frankfurt am Main) mit dem französischen Pharmakonzern Rhône-Poulenc (Lyon).
Dem Zusammenschluss unter Gleichen war im Januar 2004 ein feindliches Übernahmeangebot von Sanofi-Synthélabo an die Aventis-Aktionäre vorangegangen. Obwohl Aventis nach Umsatz mehr als doppelt so groß war wie Sanofi-Synthélabo, lag der Börsenwert beider Unternehmen vor dem Übernahmeangebot etwa gleichauf. Aventis lehnte das Angebot zunächst als unzureichend ab und suchte nach Alternativen. Nach massiven, die deutsch-französischen Beziehungen belastenden Interventionen der französischen Regierung unter Federführung des damaligen französischen „Superministers“ für Wirtschaft, Finanzen und Industrie, Nicolas Sarkozy, einigten sich beide Unternehmen am 26. April 2004 schließlich auf ein verbessertes Angebot, das bis August 2004 von über 95 % der Aventis-Aktionäre angenommen wurde. Um Befürchtungen in der deutschen Öffentlichkeit zu zerstreuen, sicherte das Management des neuen Unternehmens den Verzicht auf betriebsbedingte Kündigungen und Standortstilllegungen zu. Nach der Fusion wurde an der Frankfurter Wertpapierbörse die Notierung der Aktien des einstmals größten deutschen Pharmaunternehmens Hoechst AG im Dezember 2004 eingestellt.
Am 29. August 2010 erklärte Sanofi-Aventis, das amerikanische Biotechnologie-Unternehmen Genzyme für 18,5 Milliarden US-Dollar übernehmen zu wollen. Später erhöhte Sanofi-Aventis das ursprüngliche Übernahmeangebot von 69 USD auf 74 USD in bar pro Aktie, das entspricht einem Unternehmenswert von 20,1 Milliarden USD. Am 15. Februar 2011 gaben beide Unternehmen ihre grundsätzliche Einigung auf eine Übernahme bekannt. Die Genzyme-Aktionäre erhielten weitere Zuzahlungen von bis zu 14 Dollar pro Aktie, die an das Erreichen bestimmter Ziele gekoppelt waren.
Am 4. April 2011 gab Sanofi-Aventis den erfolgreichen Abschluss der Übernahme bekannt. In einem Interview mit dem Radiosender BFM TV teilte der damalige CEO Chris Viehbacher aus diesem Anlass mit, dass das Unternehmen ab 1. Juli 2011 nur noch unter Sanofi firmieren werde, sofern die Aktionäre in der Hauptversammlung diesem Vorschlag zustimmten. Am 6. Mai wurde in Paris während der Hauptversammlung die Namensänderung in Sanofi durch die Aktionäre beschlossen und Sanofi-Aventis firmiert von nun an als Sanofi.
Am 2. Januar 2017 haben Boehringer Ingelheim und Sanofi den erfolgreichen Abschluss des strategischen Geschäftstausches von Sanofis Tiergesundheitsgeschäft (Merial) und Boehringer Ingelheims Selbstmedikationsgeschäft (CHC) in den meisten Märkten zum 1. Januar 2017 bestätigt.
Das europäische Impfstoffgeschäft betrieb Sanofi bis Ende 2016 in einem Joint-Venture mit MSD Sharp & Dohme, das als Sanofi Pasteur MSD firmierte. Sanofi Pasteur und MSD werden ihre Impfstrategien in Europa getrennt voneinander weiterverfolgen und ihr jeweiliges europäisches Impfstoffgeschäft in ihren operativen Betrieb integrieren. Diese Betriebsänderung wurde zum 1. Januar 2017 wirksam.
Im August 2020 gab Sanofi bekannt, dass der US-Konzern Principia Biopharma für 3,7 Mrd. Dollar übernommen werden soll.
Am 23. Februar 2022 gab Sanofi bekannt, man bereite sich nach positiven Studiendaten darauf vor, die Zulassung eines COVID-Impfstoffes in der EU und in den USA zu beantragen.
Der Teil des Unternehmens für pharmazeutische Wirkstoffe (APIs) wurde 2021 unter dem Namen EuroAPI ausgegliedert und ab dem 6. Mai 2022 separat an der Euronext Paris mit der ISIN FR0014008VX5 gelistet.

## Niederlassungen in Deutschland

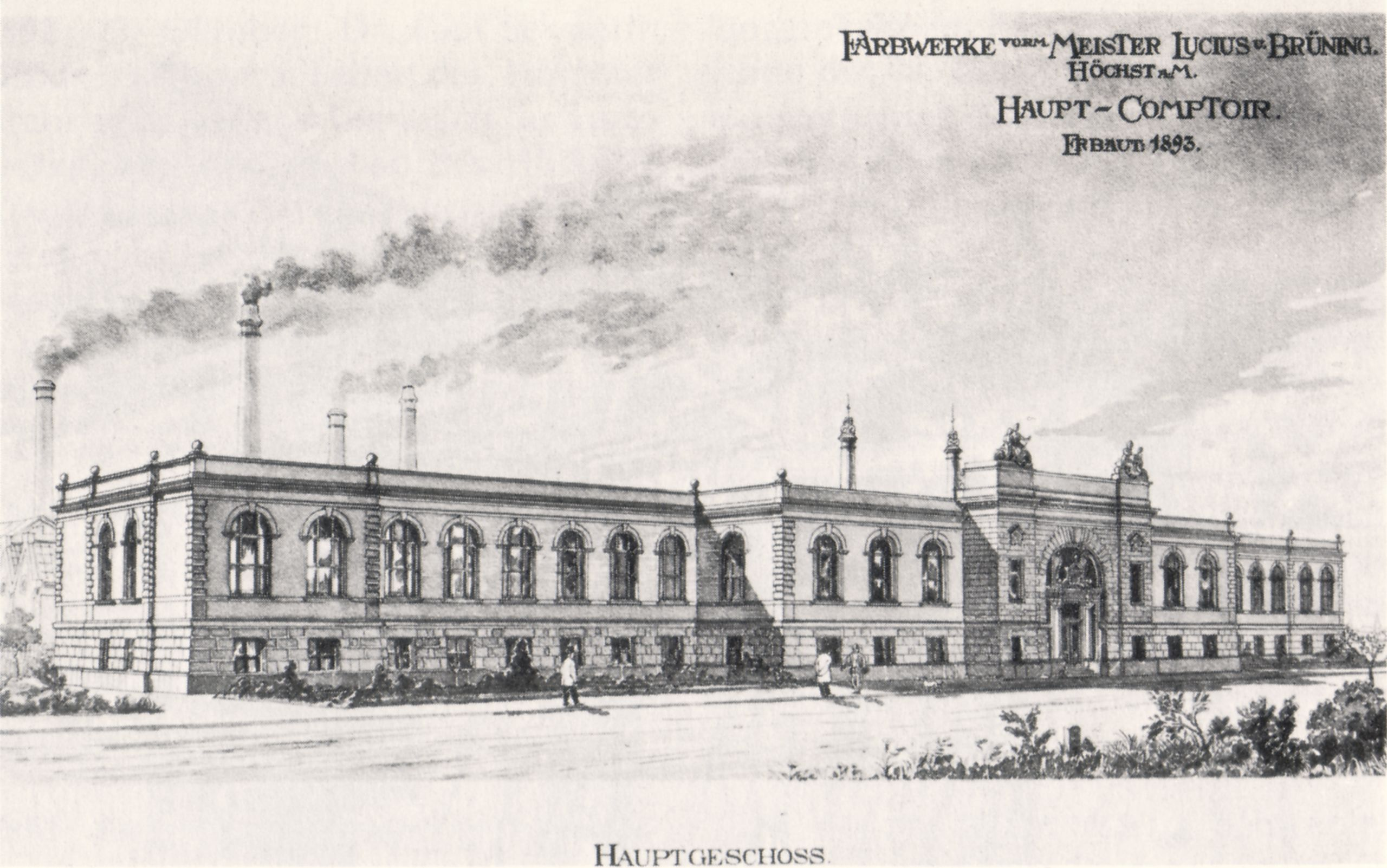
Das Hauptkontor der Hoechst AG 1893.

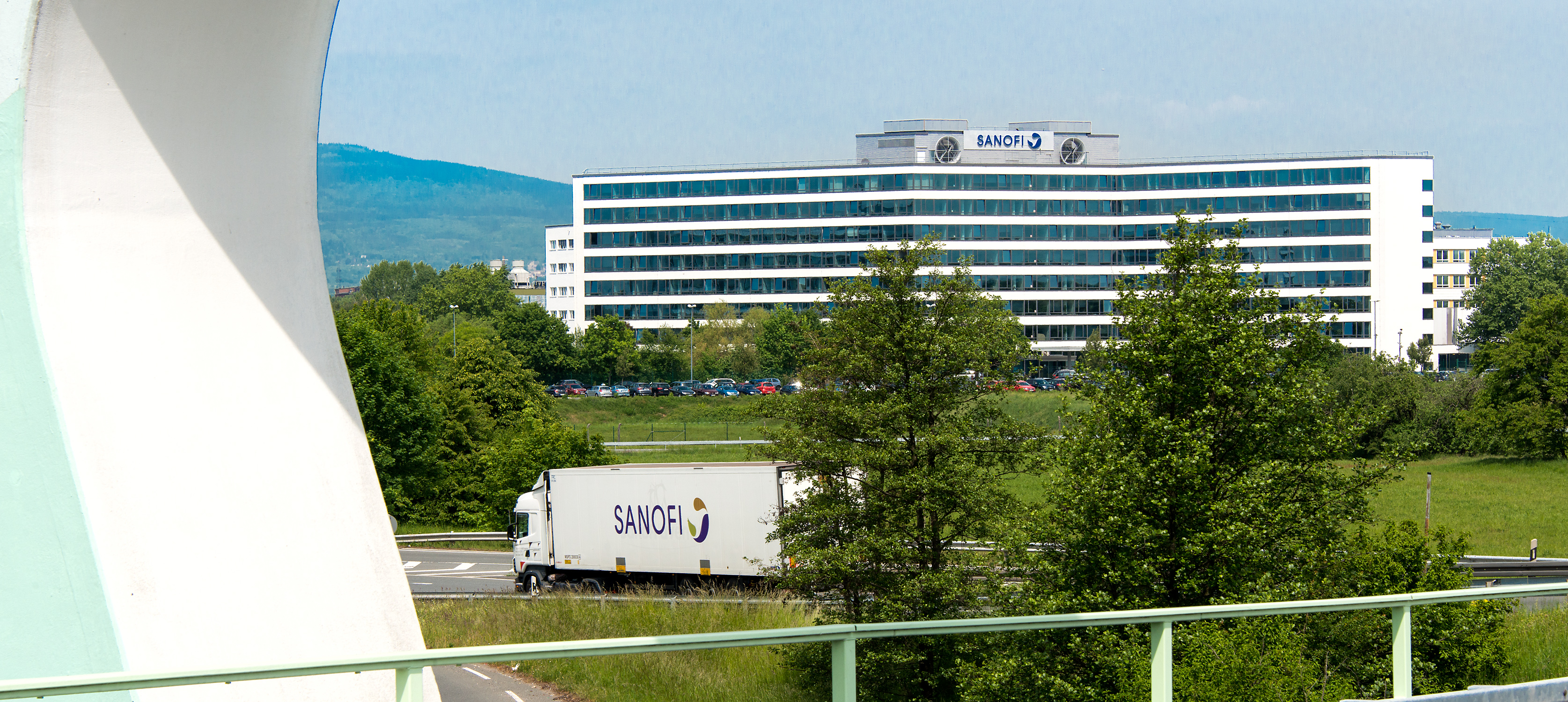
Im Bürogebäude K703 – der Zentrale von Sanofi in Deutschland im Industriepark Höchst – sitzen unter anderem der Vorsitzende der Geschäftsführung und zentrale Verwaltungsfunktionen der Sanofi-Aventis Deutschland GmbH, etwa die Personalabteilung, die Finanzabteilung und die Kommunikation.

Sitz der deutschen Tochtergesellschaft Sanofi-Aventis Deutschland GmbH ist der Industriepark Höchst in Frankfurt am Main, das ehemalige Stammwerk der Hoechst AG. Sanofi erzielte 2023 einen Umsatz von 4,490 Milliarden Euro.
Etwa 6.600 der 8.000 Mitarbeitenden in Deutschland arbeiten im Industriepark Höchst. Der Standort Frankfurt-Höchst ist der größte integrierte Einzelstandort für Forschung und Entwicklung sowie Produktion innerhalb der Sanofi-Gruppe. In Höchst wird unter anderem das Insulinpräparat Insulin glargin (Lantus) hergestellt, das 2014 auf Platz fünf der weltweit umsatzstärksten Medikamente lag.
Außerdem ist Sanofi in Deutschland in Berlin (Marketing- und Vertriebszentrale der deutschen Gesellschaft) mit rund 1300 Mitarbeitern und Köln (Nattermann) vertreten. Beides sind Standorte der früheren Sanofi-Synthélabo. Frankfurt ist neben Berlin der Sitz der Speciality Care Business Unit von Sanofi.
Teil des Konzerns sind der Generikaanbieter Winthrop und das in Köln ansässige Unternehmen A. Nattermann & Cie. GmbH.

## Forschung
Bis zum Jahr 2021 sollen bei Sanofi jährlich etwa 6 Mrd. Euro weltweit in Forschung und Entwicklung fließen. Die Ausgaben für Verkauf, Vertrieb und Gemeinkosten lagen bei 9,8 Mrd. Euro. Etwa 16.000 Mitarbeiter erforschen und entwickeln in Amerika, Europa und Asien neue Medikamente und Impfstoffe.
Frankfurt-Höchst ist für Sanofi ein strategischer Forschungsstandort und konzernweit der einzige, der lückenlos alle Schritte der Wirkstoffforschung und -entwicklung, von der funktionalen Genomanalyse bis hin zur klinischen Entwicklung, umfasst. Dennoch erfolgte zwischen 2010 und 2012 ein deutlicher Stellenabbau. Dieser sei im Ausbau der Tierarznei-Sparte begründet und in der vermehrten Zusammenarbeit mit anderen Unternehmen, was zu Lasten der hauseigenen Forschung gehe. Von ehemals rund 1700 Stellen in Forschung und Entwicklung wurden rund 600 abgebaut. Der Konzern richtete in Frankfurt eines von weltweit vier Zentren für Forschung und Entwicklung ein.
Sanofi konzentriert sich auf sieben Therapiegebiete:
- Stoffwechselstörungen und Diabetes
- Herz-Kreislaufkrankheiten (wie Herzinfarkt, Herzrhythmusstörungen, Ischämie)
- Thrombotische Erkrankungen und degenerative Gelenkserkrankungen (wie Osteoarthrose)
- Krebserkrankungen
- Innere Medizin, beispielsweise Schilddrüsenerkrankungen
- Erkrankungen des Zentralnervensystems, vor allem Multiple Sklerose
- Prävention durch Impfstoffe

## Produkte
Umsatzstärkste Produkte sind unter den Markennamen Lantus, Plavix, Lovenox, Aprovel und Eloxatin, auf die 2012 zusammen rund 11 Milliarden Euro Umsatz entfielen.
Im Dezember 2019 wurde bekannt, dass sich Sanofi aus der Diabetesforschung zurückziehe, vor allem weil der Marktanteil seit dem Auslaufen des Patentschutzes für das Insulinanalogon Lantus deutlich zurückgegangen sei.
2013 stoppte Sanofi die Entwicklung des Wirkstoffs Iniparib.
Impfstoffe werden unter dem Namen „Sanofi Pasteur“ vertrieben.
Im Mai 2024 unterzeichnete Sanofi, dessen COVID-19-Impfstoff, für den es mangels einer eigenen Lösung das Adjuvans AS03 vom Mitbewerber GlaxoSmithKline (GSK) beziehen musste, sich am Markt nicht durchsetzen konnte, einen Kooperationsvertrag mit dem in Kapitalnot befindlichen Mitbewerber Novavax. Sanofi wird ab 2025 in weiten Teilen der Welt die Vermarktung des Covid-19-Impfstoffs von Novavax, der in Europa unter dem Namen Nuvaxovid vertrieben wird, übernehmen und darf darüber hinaus in Zukunft das darin enthaltene und von Novavax patentierte Adjuvans Matrix-M, ein ISCOM aus Seifenrindenbaumextrakt und Lipiden, für die Entwicklung eigener Produkte verwenden. Die Notwendigkeit, ein Adjuvans vom Mitbewerber GSK zu beziehen, fällt somit weg. Sanofi wird zudem Anteilseigner von Novavax. Da sowohl Novavax als auch Sanofi an ähnlichen Produkten arbeiten, das sind adjuvantierte Influenza-Subunit-Impfstoffe sowie ein Kombinationsimpfstoff gegen Influenza und Covid-19, können durch die Bündelung Synergien und die jeweils fortgeschrittenere Technologie genutzt werden, zumal Sanofi bereits seit längerer Zeit Erfahrung und eine starke Marktposition im Bereich der Influenza-Impfstoffe hat. Novavax beabsichtigt im Zuge dessen seine Produktionsstätte im tschechischen Bohumil an Novo Nordisk zu veräußern, die bisher das Antigen für seinen Covid-19-Impfstoff hergestellt hat, gleich wie beim nunmehr aufgegebenen Covid-19-Impfstoff von Sanofi mittels eines Baculoviren-Vektors.

## Kritik
Hoechst Marion Roussel (inzwischen Teil des Sanofi-Konzerns) verklagte im Frühjahr 2001 gemeinsam mit 38 anderen Pharmaunternehmen die südafrikanische Regierung wegen Verletzung des Patentrechts. Sie hatte 1997 ein Gesetz erlassen, das es erlaubte, Aids-Patienten mit billigeren Generika-Medikamenten zu versorgen. Die Klage wurde am 19. April 2001 zurückgezogen. Aids-Aktivisten hatten den Unternehmen vorgeworfen, Gewinne vor Menschenleben zu stellen.
Des Weiteren finden sich Hinweise darauf, dass Wikipedia-Artikel zu Sanofi gezielt durch einen Berater geändert wurden. Der Berater bestreitet dies.
Genzyme, ein Unternehmen der Sanofi Gruppe, hat im August 2012 das Krebsmittel MabCampath® (Alemtuzumab) in Europa vom Markt genommen, um die Substanz – unter einem neuen Handelsnamen und einer anderen Indikation, nämlich Multiple-Sklerose (MS) wieder auf den Markt zu bringen. Die Arzneimittelkommission der deutschen Ärzteschaft (AkdÄ) kritisiert diese Entscheidung der freiwilligen Marktrücknahme und des geplanten „Indikations-Hopping“ dahingehend, dass sich der pharmazeutische Unternehmer seiner Verantwortung auf inakzeptable Weise entziehe.
2014 wurde bekannt, dass der Konzern im Zusammenhang mit Bestechungsvorwürfen als Nebenbeteiligter eine Geldstrafe von 28 Millionen Euro zahlen muss. Über den entsprechenden Verdacht wurde bereits 2011 berichtet. Jahrelang hatte Sanofi Medikamente mit nahendem Verfalldatum über die Zwischenhändler MTI und Comas zu Niedrigpreisen in den Markt gebracht. Als die Sache aufzufliegen drohte, stellte Sanofi Strafanzeige gegen den ehemaligen Partner. Doch am Ende wendete sich das Blatt gegen den Konzern.
2015 geriet der Konzern in das Visier der Presse, da Sanofi Österreich versuchte, Wechselwirkungsrisiken in Zusammenhang mit dem Präparat Novalgin aus einer Datenbank des österreichischen Unternehmens Diagnosia gerichtlich entfernen zu lassen. Dem Konzern wurde vorgeworfen, negative Informationen zu dem Präparat unterdrücken zu wollen. Die Debatte entfachte durch einen Artikel in dem Technologie-Blog Techcrunch einen Shitstorm gegen den Konzern.
730.000 Kinder wurden auf den Philippinen in einem Impfprogramm gegen das Denguefieber geimpft – 2017 hat die Regierung dieses Programm gestoppt. Das Ministerium in Manila reagierte damit auf die Warnung von Sanofi, wonach das Medikament Dengvaxia vaccineeine die Erkrankung unter Umständen verstärken könnte. Das könne nämlich dann der Fall sein, wenn der Patient vorher noch nie an Dengue erkrankt gewesen sei.
2018 musste die Produktion von Dépakine in Mourenx gestoppt werden, weil die Grenzwerte für das potenziell krebserregende Brompropan um das 190.000-Fache überschritten wurde. Sanofi hatte dies in internen Untersuchungen schon Ende 2017 festgestellt, aber nicht den Behörden gemeldet. Die Bürgerinitiative FNE will deshalb eine Strafanzeige stellen.
Seit 2020 ermitteln die französischen Behörden gegen Sanofi im Rahmen des Deliktes der schweren Irreführung und fahrlässigen Körperverletzung, wobei zweiteres im Nachgang auf fahrlässige Tötung hin erweitert wurde. Aufgrund der Einnahme des Medikamentes Depakine von Müttern während der Schwangerschaft wurden laut aktuellen Studien bis zu 30.000 Kinder durch den Wirkstoff Valproat stark geschädigt. Der Konzern Sanofi wusste laut deren eigenen Forschung von den schädlichen Nebenwirkungen, verschleierte diese jedoch und unterband weitere Forschungsergebnisse zur Sicherstellung einer ungefährlichen Anwendung.